# Kanton Mauzé-sur-le-Mignon
Kanton Mauzé-sur-le-Mignon is een voormalig kanton van het Franse departement Deux-Sèvres. Kanton Mauzé-sur-le-Mignon maakte deel uit van het arrondissement Niort en telde 6157 inwoners (1999). Het werd opgeheven bij decreet van 18 februari 2014 met uitwerking op 22 maart 2015.

## Gemeenten
Het kanton Mauzé-sur-le-Mignon omvatte de volgende gemeenten:
- La Rochénard
- Le Bourdet
- Mauzé-sur-le-Mignon (hoofdplaats)
- Priaires
- Prin-Deyrançon
- Saint-Georges-de-Rex
- Saint-Hilaire-la-Palud
- Usseau